# Augochlora townsendi
Augochlora townsendi är en biart som beskrevs av Cockerell 1897. Augochlora townsendi ingår i släktet Augochlora och familjen vägbin. Inga underarter finns listade.